# Fernando Maturana
Fernando Maturana Erbetta (San Fernando, 29 de mayo de 1925-Santiago de Chile, 27 de mayo de 1995) fue un abogado y político chileno, militante del Partido Liberal y posteriormente del Partido Nacional, quien ejerció como diputado en dos periodos no consecutivos por la antigua provincia de Colchagua, entre 1961-1965 y 1969-1973.

## Primeros años de vida
Nació en San Fernando, fue hijo de Emiliano Maturana Maturana y de Raquel Erbetta Vaccaro. Estudió en el Instituto San Fernando de los Hermanos Maristas y en el Liceo de Hombres de San Fernando. Ingresó a la Universidad de Chile donde juró como abogado el 17 de junio de 1949 con la memoria "Teoría de los accesorio en el Derecho Comercial". 

### Matrimonio e hijos
Casado con María Angélica Cortés Rivera, tuvo dos hijos: Fernando Ramón y María del Pilar. 

## Vida pública
Comenzó su actividad laboral como ayudante de la cátedra de Derecho Constitucional en la Escuela de Derecho de la Universidad de Chile. También fue profesor de Economía Política y Educación Cívica en el Instituto Marista y en el Liceo de Hombres de San Fernando; y profesor de Filosofía del Liceo de Niñas de San Fernando y del Liceo Nocturno Neandro Schilling de San Fernando.
Fue abogado del Banco de Chile en San Fernando y de la Compañía Cervecerías Unidas, director de la  Radio Magallanes.  Entre 1959 y 1960 fue secretario y abogado de la Intendencia de Colchagua. Además, fue Presidente del Club de Leones y Jefe de la Zona. 

## Carrera política
Integrante del Partido Liberal y miembro fundador del Partido Nacional en 1966. Entre 1963 y 1964 presidió esta última colectividad y fue su primer vicepresidente en septiembre de 1972 y en junio de 1973. 
Fue diputado por la 10.ª agrupación departamental de San Fernando y Santa Cruz (Chimbarongo, San Fernando, Chépica, La Estrella, Litueche, Lolol, Marchigüe, Nancagua, Palmilla, Paredones, Peralillo, Pichilemu, Placilla, Pumanque y Santa Cruz), en los períodos 1961-1965 y 1969-1973.
En su primer período integró las Comisiones de Constitución, Legislación y Justicia 1961-1964; Educación Pública 1961-1964; Especial Investigadora movimiento huelguístico estudiantes secundarios 1961; Vías y Obras Públicas 1961; Gobierno Interior 1961; Relaciones Exteriores 1962; Mixta para el estudio de vetos del Ejecutivo en el período extraordinario de sesiones 1962-1963; y Trabajo y Legislación Social 1963-1964.
En su período 1969-1973 integró la Comisión de Economía, Fomento y Reconstrucción en 1969; de Hacienda 1969-1970; Investigadora de estudio de intervenciones parlamentarias en concesión de créditos del Banco del Estado de Chile, 1969-1970; Investigadora de las monedas de oro, 1969-1970; Mixta encargada de estudiar la aplicación de la Reforma constitucional a los proyectos en tramitación en el periodo 1970-1971; y Especial investigadora del problema del Cobre, 1970-1971. 
En 1969 viajó a Bogotá, Colombia como miembro de la comisión interparlamentaria. Miembro del Comité Parlamentario del Partido Nacional entre 1969 y 1970. En marzo de 1971 fue uno de los fundadores del diario Tribuna, de ideología contraria al gobierno de Salvador Allende.
Entre las mociones presentadas, durante su periodo parlamentario, que llegaron a ser ley de la República, figuran la ley 17.229 del 5 de noviembre de 1969 sobre contratación empréstito en la provincia de Colchagua. 
En 1985, fue uno de los firmantes del Acuerdo Nacional para la Transición a la Plena Democracia, en representación del Movimiento de Unión Nacional. Fue miembro fundador del partido Renovación Nacional, y fue candidato a senador por la Circunscripción 14 (Araucanía Norte) en las elecciones parlamentarias de 1989, sin resultar elegido.
Falleció en Santiago el 27 de mayo de 1995.

## Historial electoral

### Elecciones parlamentarias de 1973
- Elecciones parlamentarias de 1973 para la 10ª Agrupación Departamental, San Fernando y Santa Cruz.[2]

### Elecciones parlamentarias de 1989
- Elecciones parlamentarias de 1989 a Senador por la Circunscripción 14 (Araucanía Norte)[3]